# Charles-Jean Seghers
Charles-Jean Seghers (Gand, 26 dicembre 1839 – Nulato, 28 novembre 1886) è stato un missionario e arcivescovo cattolico belga.

## Biografia
Nacque a Gand in Belgio, figlio di Charles-François e Paulina Seghers, il 26 dicembre 1839. Rimasto in giovanissima età orfano dei genitori, fu cresciuto da alcuni parenti a Gand, dove fece i suoi studi, dapprima in un collegio dei gesuiti e poi nel seminario della diocesi di Gand.
Un mese dopo la consacrazione episcopale intraprese un primo viaggio in Alaska, tra luglio e settembre 1873, spingendosi fino alle isole Aleutine.
Il 12 dicembre 1880 la Santa Sede accolse le dimissioni di Blanchet, e Seghers gli succedette sulla cattedra arcivescovile di Oregon City. Nello stesso tempo Seghers fu nominato anche amministratore apostolico del vicariato apostolico dell'Idaho. In questo periodo, non rinunciò alla sua attività missionaria presso i nativi americani, soprattutto nell'ovest dell'Oregon, in Idaho e nella parte del Montana che dipendeva dal vicariato apostolico dell'Idaho. Il 15 agosto 1881 ricevette il pallio dalle mani di Egidius Junger, vescovo di Nesqually. Nello stesso mese di agosto convocò un sinodo diocesano, e poi un concilio provinciale.
Nel 1883 papa Leone XIII convocò i vescovi americani a Roma, per celebrarvi il loro concilio nazionale. Seghers arrivò a Roma il 31 ottobre 1883, non senza prima aver fatto visita ai suoi parenti a Gand. Fu durante il suo soggiorno nella capitale italiana che fu deciso il ritorno di Seghers a Victoria, per proseguire l'opera di evangelizzazione dell'Alaska. La sua antica diocesi era rimasta vacante per il trasferimento di Jean-Baptiste Brondel nella sede di Helena in Montana.
Di ritorno dall'Italia, prese parte nel novembre 1884 al concilio di Baltimora. A marzo 1885 arrivò a Portland e il 2 aprile 1885 prese possesso, per la seconda volta, della diocesi di Vancouver, con il titolo personale di arcivescovo. Nel mese di settembre partì per Juneau, nel sud dell'Alaska, ma già a dicembre era di ritorno a Victoria. Nel luglio 1886 partì per la quinta volta per l'Alaska con un gruppo di missionari gesuiti, che si erano fatti carico dell'opera di evangelizzazione dell'Alaska: tra questi c'era anche il sacerdote italiano Pasquale Tosi, che sarà il primo prefetto apostolico dell'Alaska nel 1894. Faceva parte del gruppo anche Frank Fuller, un tuttofare che era stato al servizio di padre Pierre-Jean De Smet in Idaho. La mattina del 28 novembre 1886, preso da follia, Fuller sparò all'arcivescovo, uccidendolo. Si trovavano solo a poche miglia da Nulato.
Inumato provvisoriamente a Saint Michel, il suo corpo fu solennemente traslato nella cattedrale di Victoria il 16 novembre 1888.

## Genealogia episcopale e successione apostolica
La genealogia episcopale è:
- Cardinale Guillaume d'Estouteville, O.S.B.Clun.
- Papa Sisto IV
- Papa Giulio II
- Cardinale Raffaele Sansone Riario
- Papa Leone X
- Papa Paolo III
- Cardinale Francesco Pisani
- Cardinale Alfonso Gesualdo di Conza
- Papa Clemente VIII
- Cardinale Pietro Aldobrandini
- Cardinale Laudivio Zacchia
- Cardinale Antonio Barberini, O.F.M.Cap.
- Cardinale Nicolò Guidi di Bagno
- Arcivescovo François de Harlay de Champvallon
- Cardinale Louis-Antoine de Noailles
- Vescovo Jean-François Salgues de Valderies de Lescure
- Arcivescovo Louis-Jacques Chapt de Rastignac
- Arcivescovo Christophe de Beaumont du Repaire
- Vescovo Charles-Gilbert de May de Termont
- Vescovo Jean-Olivier Briand
- Vescovo Jean-François Hubert
- Vescovo Pierre Denaut
- Arcivescovo Joseph-Octave Plessis
- Vescovo Jean-Jacques Lartigue, P.S.S.
- Arcivescovo Ignace Bourget
- Arcivescovo François-Norbert Blanchet
- Arcivescovo Charles-Jean Seghers

La successione apostolica è:
- Vescovo Jean-Baptiste Brondel (1879)